# Conus couderti
Conus couderti é uma espécie de gastrópode do gênero Conus, pertencente a família Conidae.